# كارستن أو. فايف
كارستن أو. فايف هو عالم سياسة ومحرر وسياسي نرويجي، ولد في 2 مايو 1949. نشط حزبياً في حزب المحافظين.

## وصلات خارجية
- كارستن أو. فايف على موقع IMDb (الإنجليزية)